# Theridion baltasarense
Theridion baltasarense är en spindelart som beskrevs av Claude Lévi 1963. Theridion baltasarense ingår i släktet Theridion och familjen klotspindlar. Inga underarter finns listade i Catalogue of Life.